# Brandywine Productions
Brandywine Productions — американська компанія, яка спеціалізується на виробництві кінофільмів. Насамперед відома серією фільмів про Чужих. Компанію заснували Волтер Гілл, Гордон Керрол та Девід Ґайлер.

## Фільмографія
- 1969 Закохані жінки (режисер Кен Расселл)
- 1976 Тіло студента (режисер Gus Trikonis)
- 1979 Чужий (режисер Рідлі Скот)
- 1986 Чужі (режисер Джеймс Камерон)
- 1992 Чужий 3 (режисер Девід Фінчер)
- 1997 Чужий 4: Воскресіння (режисер Жан-П'єр Жене)
- 2004 Чужий проти Хижака (режисер Пол Андерсон)
- 2007 Чужі проти Хижака: Реквієм (режисер Брати Штраус)
- 2012 Прометей (режисер Рідлі Скот)